# リドル・ストーリー
リドル・ストーリー (riddle story) とは、物語の形式の1つ。物語中に示された謎に明確な答えを与えないまま終了することを主題としたストーリーである。リドル (riddle) とは「なぞかけ」を意味する。

## 実例

### 女か虎か?
有名なものにF・R・ストックトンの1882年の短編「女か虎か?」The Lady, or the Tiger? がある。
『女か虎か?』のストーリーはこうである。ある国の身分の低い若者が王女と恋をした。それを怒った国王はその国独自の処刑方法で若者を罰することにした。その方法とは二つの扉の一つを選ばせることである。ひとつの扉の向こうには餓えた虎がおり、扉を開けばたちまちの内にむさぼり食われてしまう。もうひとつの扉の向こうには美女がおり、そちらの扉を開けば罪は許されて彼女と結婚することが出来る。王の考えを知った王女は死に物狂いで二つの扉のどちらが女でどちらが虎かを探り出した。しかし王女はそこで悩むこととなった。恋人が虎に食われてしまうなどということには耐えられない、さりとて自分よりもずっと美しくたおやかな女性が彼の元に寄り添うのもまた耐えられない。父に似た、誇り高く激しい感情の持ち主の王女は悩んだ末に結論を出し、若者に扉を指差して教える。王女が示した扉は果たして？ － 『女か虎か?』。
上記が典型的なリドル・ストーリーの例である。物語中に謎が提示され解決は読者に委ねるというもので結末が存在しないのが特徴になる。
しかしながらこの物語は好奇心を刺激し、ストックトンは「正解」を求める人々に悩まされることとなった。そのうち特に熱心な人々はパーティを開き、ストックトンを招待した。パーティではトラと女性の形のアイスクリームが供され、ストックトンがどちらを選ぶかで正解を知ろうとしたが両方食べてしまったので答えは分からなかったという。ストックトンはそのような人々の熱心さに答えて続編として『三日月刀の促進士』を書いたがこちらもリドル・ストーリーであり結局明快な解答は存在していない。
そのため様々な解答やパロディ作品が作られ中でもジャック・モフェットの書いた短編『女と虎と』は、もっともスマートな解答としてエラリー・クイーンらによって第3回EQMMコンテストにおける最優秀技能特別賞を与えられている。
また書評家の小森収は『女と虎と』を「構成は巧みだが、ストックトンの寓話性とシンプルさを失っている」と評している。

### 謎のカード
また『謎のカード』を書いたクリーブランド・モフェットも「正解」を求められ「解決編」を後に書いているが謎を十分に説明していない内容であった。そのため、そもそも『謎のカード』は「正解」を意識せずに書かれた物なのではないかと言われている。

## 意図されていない場合
作者が伏線を忘れていたり、打ち切りのために伏線を処理しきれなかった話については、作者が意図して明白な答えを用意しない謎ではないので、リドル・ストーリーに該当しない。

## 主なリドル・ストーリー
- 『女か虎か?』F・R・ストックトン
- 『三日月刀の促進士』F・R・ストックトン
- 『謎のカード』クリーブランド・モフェット
- 『謎のカード事件』エドワード・D・ホック - 上記の作品の解決編
- 『決断の時』スタンリイ・エリン
- 『最後の答』ハル・エルスン
- 『藪の中』芥川龍之介
- 『柳生連也斎』五味康祐
- 『女か怪物（ベム）か』小松左京 - 『女か虎か?』のパロディ作品
- 『ゼバスチアンからの電話』イリーナ・コルシュノフ
- 『茶碗の中』小泉八雲